# Serpil Çakmaklı
Serpil Çakmaklı (bürgerlich Şener Dönmez; * 1962 in Eskişehir) ist eine türkische Schauspielerin.

## Leben und Karriere
Çakmaklı wurde in Eskişehir geboren. Vor ihrer Schauspielkarriere arbeitete sie als Model. Ihr Schauspieldebüt gab sie 1980 im Film Devlet Kuşu. Zu ihren bekanntesten Werken gehören Filme wie Yılanların Öcü, Tomruk, 14 Numara und Alçaktan Uçan Güvercin. Neben der Schauspielerei war sie auch als Sängerin aktiv und veröffentlichte vier Musikalben, darunter Üzülmedimki und Yana Yana.
Serpil Çakmaklı war dreimal verheiratet und ist Mutter eines Kindes.

## Filmografie (Auswshl)
- 1980: Devlet Kuşu
- 1980: Huzurum Kalmadı
- 1981: Şöhretin Sonu
- 1982: Çayda Çıra
- 1982: Beni Unutma
- 1986: Kafesteki Kadın
- 1986: Değişim
- 1986: Allı Dudaklım
- 1986: Güzelim
- 1986: Sıcak Geceler
- 1987: Patroniçe
- 1989: Şahane Evlilik
- 1989: Şöhret Tutkusu
- 1993: Gecem ve Gündüzüm
- 1996: Drejan
- 2003: Çığlığın Dağlarda Yükselir

## Diskografie

### Alben
- 1990: Üzülmedim ki & Neşesi Bilir
- 1991: İkimiz de Seviyoruz
- 2000: Bir Seni Tanırım
- 2009: Yana Yana